# Michael Cimino
Pour les articles homonymes, voir Michael Cimino (acteur) et Cimino.
 (juillet 2016).
Si vous disposez d'ouvrages ou d'articles de référence ou si vous connaissez des sites web de qualité traitant du thème abordé ici, merci de compléter l'article en donnant les références utiles à sa vérifiabilité et en les liant à la section « Notes et références ».
Michael Cimino [ˈmaɪkəl t͡ʃɪˈmiːnoʊ], (New York, 3 février 1939 – Beverly Hills, 2 juillet 2016), est un réalisateur, scénariste, producteur et écrivain américain.
Il est notamment connu pour avoir signé Voyage au bout de l'enfer, l'un des premiers films américains à traiter de la guerre du Viêt Nam, qui lui vaut l'Oscar du meilleur réalisateur. Mais son film suivant, La Porte du paradis, est un échec commercial retentissant qui aurait conduit le studio United Artists à la faillite. La carrière de réalisateur de Cimino ne s'en relève pas : bien qu'ayant réalisé cinq ans plus tard un film remarqué, L'Année du dragon, il ne parvient jamais à retrouver sa place au sein du système hollywoodien.
À sa mort, le critique Jean-Baptiste Thoret écrit que Voyage au bout de l'enfer et La Porte du paradis sont les deux films les plus importants du cinéma américain des quarante dernières années.
Il a lancé les carrières cinématographiques de Jeff Bridges, Meryl Streep, Christopher Walken, John Savage et Mickey Rourke.

## Biographie

### Jeunesse
Le jeune Michael naît à New York et grandit à Old Westbury (Long Island). Considéré comme un prodige à l'école, il est en conflit avec ses parents du fait de ses fréquentations, de bagarres. Diplômé en peinture de l'université Yale (Bachelor of Fine Arts en 1961 et Master of Fine Arts en 1963), il s'engage, durant ses études, dans l'armée de réserve (1962). Après celles-ci, Cimino travaille dans une agence de publicité en tant que réalisateur de spots publicitaires pour la télévision. Il y rencontre Joann Carrelli, directrice commerciale, qui devient sa compagne.

### Débuts au cinéma
Cimino débute dans le cinéma en 1972 en tant que scénariste. Il écrit son premier scénario pour Silent Running, drame de science-fiction réalisé par Douglas Trumbull (le directeur des effets spéciaux du 2001, l'Odyssée de l'espace de Kubrick). Ce premier space opera écologique, qui annonce à la fois Soleil Vert et Star Wars, lui met le pied à l'étrier à Hollywood. Il est alors appelé pour écrire le scénario du deuxième volet de la saga de l'inspecteur Harry, Magnum Force, réalisé par Ted Post. Grâce à ce film, il est repéré par la star de l'Inspecteur Harry, Clint Eastwood, qui achète le prochain scénario de Cimino et l'engage comme réalisateur.

### Le Canardeur
Ainsi Cimino passe en 1974 à la réalisation avec son premier film, Le Canardeur, un film d'action produit par Clint Eastwood et le mettant en vedette avec Jeff Bridges. Ce road movie tragi-comique remporte un succès honnête, mais pose déjà le style de Cimino, mêlant violence sèche des personnages et des paysages naturels magnifiquement filmés.

### Voyage au bout de l'enfer
Le deuxième film de Cimino sera d'une tout autre ambition. Vaste fresque de plus de trois heures, Voyage au bout de l'enfer (The Deer Hunter) est un des premiers films à aborder la guerre du Viêt Nam, sujet jusqu'alors ignoré par le cinéma américain. Ce n'est pas tant la guerre du Viêt Nam qui est traitée que le traumatisme provoqué sur ceux qui y ont participé et leurs proches, tous faisant partie d'une communauté ouvrière de Pennsylvanie.
Le film sort en 1978 et rencontre un immense succès critique et commercial. L'œuvre contribue à affermir la réputation de l'acteur principal, Robert de Niro, et à faire connaître Meryl Streep et Christopher Walken, alors tous deux en début de carrière. Voyage au bout de l'enfer récolte cinq Oscars, dont celui du meilleur film, et Cimino lui-même reçoit l'Oscar du meilleur réalisateur. Le film est entré dans l'anthologie du cinéma pour ses scènes de roulette russe, climax de violence.

### La Porte du paradis
Fort de ce succès, Cimino obtient d'United Artists le contrôle total pour son film suivant, le western La Porte du paradis (Heaven's Gate). Le film est basé sur une histoire réelle arrivée dans le Wyoming à la fin du XIXe siècle : la lutte entre un groupe de fermiers immigrants et de riches éleveurs, épisode connu comme la guerre du comté de Johnson.
Le tournage de ce film pessimiste est beaucoup plus long que prévu, et occasionne d'importants dépassements de budget, que la production impute par la suite à Cimino lui-même.
Le film est lancé à New York en novembre 1980. La première est désastreuse et la réaction des critiques nettement défavorable. Un des critiques les plus influents de l'époque, Vincent Canby du New York Times, sera particulièrement virulent à propos du film. Après une semaine d'exploitation, La Porte du paradis est retiré de l'affiche. Une nouvelle version, considérablement raccourcie, est lancée six mois plus tard et ne suscite guère plus d'enthousiasme. Une présentation au Festival de Cannes ne suffit pas à relancer la carrière du film qui sera, au bout du compte, un fiasco financier qui conduit United Artists à la banqueroute.
Au fil des années, le regard sur le film se modifiera peu à peu et on en viendra à considérer La Porte du paradis comme une œuvre importante. Au cours de l'été 1989, une version longue de 3 heures 40 sera distribuée et viendra réhabiliter ce film mais de façon assez confidentielle et il faudra attendre le 30 août 2012 pour voir une nouvelle version director's cut restaurée et remasterisée de 216 minutes, présentée à la Mostra de Venise et enfin encensée par la plupart des critiques professionnels. « C'est un chef-d’œuvre absolu. […] La version intégrale avait été massacrée par ses producteurs », déclare notamment le directeur du festival Alberto Barbera.

### L'Année du dragon
Considéré comme le fossoyeur du Nouvel Hollywood suite à l’échec de La Porte du Paradis, Cimino signe alors deux adaptations pour se relancer après le désastre de 1980. En 1985, il réalise L'Année du dragon (Year of the Dragon), une adaptation du roman de Robert Daley produite par Dino De Laurentiis. Le scénario est écrit par Cimino et Oliver Stone.
Dans ce polar crépusculaire et ultra-violent, Mickey Rourke incarne Stanley White, un policier sur le retour, ancien combattant de la guerre du Vietnam, colérique, buté et aux méthodes peu conventionnelles, qui entre en lutte contre la pègre chinoise. L'Année du dragon reçoit un accueil mitigé aux États-Unis où on lui reproche notamment sa représentation négative, voire raciste, de la communauté asiatique. Le film est mieux accueilli en Europe. En France, il est même nommé pour le César du meilleur film étranger.

### Dernières années
Puis, en 1987, Cimino réalise Le Sicilien (The Sicilian), adaptation du roman de Mario Puzo. Biographie du hors-la-loi Salvatore Giuliano, dont le destin avait déjà inspiré le cinéaste Francesco Rosi, Le Sicilien fait l'objet de deux versions : une destinée au marché européen et une seconde, plus courte et désavouée par Cimino, exploitée aux États-Unis. Mais ce film ainsi que les suivants n'ont plus l'écho médiatique et le parfum de scandale des premiers films de Cimino et ne constituent plus que des œuvres mineures.
En 1990, il réalise La Maison des otages (Desperate Hours), adaptation d'une pièce de Joseph Hayes que William Wyler avait déjà portée à l'écran en 1955. Il préside l'année suivante le Festival international du film fantastique d'Avoriaz.
The Sunchaser, réalisé en 1996, est son dernier long-métrage. Western contemporain pro-Indiens et récit initiatique mettant en vedette Woody Harrelson, le film est en compétition au festival de Cannes 1996, mais sa sortie en salles passe pratiquement inaperçue.
En 2001, Cimino publie son premier roman, Big Jane, traduit dans la collection La Noire chez Gallimard. Il obtient pour ce livre le prix littéraire Lucien Barrière lors du festival du cinéma américain de Deauville.
En 2002, le festival International du film Entrevues à Belfort lui consacre une rétrospective.
En 2007, il réalise le segment No Translation Needed du film Chacun son cinéma, réalisé à l'occasion des 60 ans du festival de Cannes.
Bien que fourmillant de projets, il n'arrive plus à les faire aboutir car il est devenu un réalisateur maudit auquel les studios d'Hollywood ne font pas confiance et refusent tout financement. Il travaille pendant des années sur une adaptation du roman de Malraux La Condition humaine sans que ce projet aboutisse. En 2013, lors de l'interview que réalise Michael Henry Wilson pour Retour au Paradis, il lui fait remarquer qu'il s'intéresse depuis longtemps à La Condition humaine, et Cimino lui répond : « Comment ne pas s'y intéresser ? Qui peut ne pas s'y intéresser ? C'est complètement tordu. C'est une histoire sans âge. Les vieux trahissent les jeunes. Les jeunes meurent pour les idées des vieux. Les vieux théorisent, les jeunes en paient le prix. Depuis la nuit des temps. Comment ne pas s'y intéresser ? ». 
Ses apparitions publiques se raréfient avec le temps, ce qui lui vaut une image de reclus excentrique. Refusant toute interview pendant des années, il est en outre rendu méconnaissable par la chirurgie esthétique, au point que dès la fin des années 1990 une rumeur — qu'il dément catégoriquement dans un de ses rares entretiens accordés à la presse — le prétend devenu transgenre.

En 2012, il confie au critique Serge Kaganski : 

« Vous êtes la dernière merveille, puis on vous écrase, puis on vous remonte à nouveau. Ce rituel américain est tellement archétypal qu’on en fait même des films : montée, chute, remontée, on pourrait citer mille titres ! Ce schéma exige que vous soyez traîné dans la boue puis que vous renaissiez couvert de sang. »

En 2014, interviewé sur sa carrière dans le magazine Sofilm, il déclare : 

« Moi, on m'a collé toutes les étiquettes. J'ai été traité d'homophobe pour Le Canardeur, de fasciste pour Voyage au bout de l'enfer, de raciste pour L'Année du dragon, de marxiste pour La Porte du paradis et de violent pour La Maison des otages… »

Il meurt le 2 juillet 2016. Il est retrouvé inanimé dans sa maison de Beverly Hills ; les causes de son décès ne sont pas connues,.
Il n'a signé que sept longs métrages sur une période de vingt-deux ans (de 1974 à 1996) mais la phase marquante de sa carrière n’a duré qu'à peine dix années, celles de ses quatre premiers films. En deux films culte consécutifs (Voyage au bout de l'enfer et La Porte du paradis), il est passé directement de la consécration hollywoodienne à l'échec retentissant, ce qui a affecté le reste de sa carrière et l'évolution de sa personnalité.

## Filmographie

### Comme réalisateur
- 1974 : Le Canardeur (Thunderbolt and Lightfoot)
- 1978 : Voyage au bout de l'enfer (The Deer Hunter)
- 1980 : La Porte du paradis (Heaven's Gate)
- 1985 : L'Année du dragon (Year of the Dragon)
- 1987 : Le Sicilien (The Sicilian)
- 1990 : La Maison des otages (Desperate Hours)
- 1996 : The Sunchaser
- 2007 : Chacun son cinéma - segment No Translation Needed

### Comme scénariste
- 1972 : Silent Running de Douglas Trumbull
- 1973 : Magnum Force de Ted Post (scénario co-écrit avec John Milius)
- 1974 : Le Canardeur (Thunderbolt and Lightfoot)
- 1978 : Voyage au bout de l'enfer (The Deer Hunter)
- 1979 : The Rose de Mark Rydell (non crédité)
- 1980 : La Porte du paradis (Heaven's Gate)
- 1980 : Les Chiens de guerre (The Dogs of War) de John Irvin (non crédité)
- 1985 : L'Année du dragon (Year of the Dragon)
- 1985 : 250 000 Mücken im Pappkarton de Norbert Schultze junior (de)
- 2007 : Il pianto della statua d'Elisabetta Sgarbi (it)

### Comme producteur
- 1978 : Voyage au bout de l'enfer (The Deer Hunter)
- 1987 : Le Sicilien (The Sicilian)
- 1990 : La Maison des otages (Desperate Hours)
- 1996 : The Sunchaser

## Publications
- Big Jane (2001) Publié en français sous le titre Big Jane, traduction d'Anne Derouet, Paris, Gallimard, coll. « La Noire », 2001
- A Hundred Oceans/Shadow Conversations Publié en français sous le titre Conversations en miroir : Mythique mésaventures à Hollywood suivi d'A Hundred Oceans, traduction de Francesca Pollock, Paris, Gallimard, coll. « Hors-série », 2004

## Prix et distinctions

### Prix
- Directors Guild of America Awards 1978 du meilleur film pour Voyage au bout de l'enfer
- 51e cérémonie des Oscars : Oscar du meilleur réalisateur et nomination à l'Oscar du meilleur scénario original pour Voyage au bout de l'enfer
- 36e cérémonie des Golden Globes : Golden Globe du meilleur réalisateur pour Voyage au bout de l'enfer
- 4e cérémonie des Los Angeles Film Critics Association Awards : Los Angeles Film Critics Association Award du meilleur réalisateur pour Voyage au bout de l'enfer
- Hōchi Film Awards du meilleur film étranger en 1979 pour Voyage au bout de l'enfer
- BAFTA 1980 : nomination au BAFTA du meilleur réalisateur pour Voyage au bout de l'enfer
- 11e cérémonie des César : nomination au César du meilleur film étranger pour L'Année du dragon
- Prix littéraire Lucien Barrière 2001 pour Big Jane

### Distinction
- Chevalier des Arts et des Lettres en 2001